# Bahnbetriebswerk Hafenbahn Rostock
Das 1962 in Betrieb genommene Bahnbetriebswerk Hafenbahn Rostock (kurz Bw Hafenbahn Rostock) befand sich auf der Ostseite des Rangierbahnhofs an der Bahnstrecke Rostock–Rostock Seehafen Nord auf Höhe des Ablaufberges und unterstand der Reichsbahndirektion Schwerin. Bereits Mitte der 1970er Jahre wurde es im Zuge des Traktionswandels wieder aufgelöst und in ein Bahnbetriebswagenwerk zur Ausbesserung von Güterwagen umgewandelt. Später erfolgte die Beseitigung der Anlagen für die Erweiterung des Rangierbahnhofs. Die Wartung, Reparatur und Bereithaltung von Diesellokomotiven übernahm das benachbarte Bahnbetriebswerk Rostock Seehafen.  
Als sogenanntes Dampflok-Wende-Bw diente es in erster Linie dem Wenden und der Wartung von Dampflokomotiven, deren Einsatz am Hafen endete. Ferner waren dort die bei der Hafenbahn eingesetzten Dampf- und Diesellokomotiven beheimatet. Dazu zählten mehrere Lokomotiven der Baureihen 44 (bis 1971) und 57.10–35 (bis 1969). Zudem waren die Baureihen 101 (bis 1975), 102 (bis 1975) und 103 (bis 1969) im Bw stationiert.
Im Bahnbetriebswerk befanden sich zwei Ausschlackkanäle mit Nassascheförderer sowie zwei Wasserkräne. Zudem gehörte eine Besandungsanlage und eine Drehscheibe mit einem Durchmesser von 23 Metern zur Anlage. Die Beschickung mit Kohle übernahm zunächst ein Einheitskohlenkran. Später wurde noch ein Eisenbahndrehkran ergänzt. Dem Personal stand ein Sozialgebäude mit Lokdienstleitung, Wasch- und Umkleideräumen zur Verfügung.